# Спилве (микрорайон)
Спи́лве (латыш. Spilve) — микрорайон Риги. Находится в Пардаугаве (Курземский район). Ограничен рекой Даугавой, улицей Даугавгривас, железнодорожной веткой Засулаукс — Болдерая и улицей Спилвес. Площадь района составляет 9,576 км². Численность населения — 91 человек (2015).
Основной достопримечательностью района является аэропорт.

## История
В древности территорию района покрывала вода. Есть предположение, что раньше на территории Спилве Лиелупе впадала в Даугаву, а когда Лиелупе стала впадать в Рижский залив, здесь сформировалась большая заболоченная местность.
Хозяйственное использование лугов началось только в конце 15 века. В Средние века луга Спилве вблизи Ильгюциемса были собственностью конвента Святого Духа, дальше в сторону Даугавгривы находилась собственность ратуши, рыцарского ордена и Домского капитула. Дальше от Даугавы находилась собственность Корда Бартманя. Много веков горожане использовали луга в качестве пастбищ для скота и для косьбы сена.
Имя Спилве связано с одним из центральных эпизодов Северной войны (1701—1721) — битвой на Двине, или Спилвской битвой, которая произошла 8 (19) июля 1701 года между русско-польско-саксонской и шведской армиями. В этот день шведские вооружённые силы переправились через Даугаву и в битве, длившейся 3 часа, победили саксонцев. Победа в битве на Двине закрепила преимущество шведов на начальном этапе Северной воины.

## География
Рельеф Спилве низменный и равнинный, высота основной части микрорайона не превышает 2 метра над уровнем моря. Исключением является юго-западная часть, где проходит дюнная гряда Нордеки-Калнциемс (до 17 метров над уровнем моря). Большую часть микрорайона занимают заболоченные равнинные луга, простирающиеся в направлении с юго-запада на северо-восток полосой длиной до 8 километров, шириной до 3 километров.
С юго-восточной стороны к Спилве примыкает Даугава. По центральной части микрорайона протекают Хапака-гравис, Спилвес-гравис и Лачупите, которые вместе с мелиорационными каналами дренируют территорию микрорайона.
Согласно нынешнему плану развития Риги, природные территории и территории насаждений занимают 173,3 га, или 18,1 % от площади Спилве. В действительности неосвоенных природных территорий здесь гораздо больше, но часть из них юридически относится к Рижскому свободному порту и не имеет статуса охраняемых. Большую часть территории микрорайона занимают семейные огороды.
У границ микрорайона на юго-западе и на северо-западе имеются участки леса.

## Общественный транспорт
- Автобусы: 3, 30, 54.